# 1506 у науці
У 1506 році в науці й техніці відбулися такі важливі події.

## Астрономія
- Близько 1506 року Миколай Коперник почав писати свою книгу «De revolutionibus orbium coelestium» («Про обертання небесних сфер»). Він надіслав короткий виклад, «Малий коментар», іншим вченим, які цікавилися цією темою, до 1514 року. Вважається, що він завершив «De revolutionibus» 1530 року. Однак він вагався опублікувати її до 1543 року, року своєї смерті.[1][2]

## Відкриття
- Португальський мореплавець Тріштан да Кунья бачить острови Тристан-да-Кунья.

## Народились
- лютий — Джордж Б'юкенен (помер 1582), шотландський філософ-гуманіст та історик.
- 9 березня — Аш-Шахід ас-Тані (помер 1559), шиїтський юрист і теолог.

## Померли
- 20 травня — Христофор Колумб (нар. 1451), генуезький мореплавець і дослідник на кастильській службі.
- 1 липня — Маттіас Рейсек (нар. близько 1445), чеський каменяр, скульптор, будівельник та архітектор.
- 28 листопада — Йорг Клінг (нар. близько 1450), каменяр, архітектор і майстер-будівельник собору Святого Стефана у Відні.